# 鳥取県災害拠点病院
鳥取県災害拠点病院（とっとりけんさいがいきょてんびょういん）とは、鳥取県にある災害時の救急医療の拠点となる災害拠点病院。

## 概要
県内や近県で災害が発生し、通常の医療体制では被災者に対する適切な医療を確保することが困難な状況となった場合に、鳥取県知事の要請により傷病者の受け入れや医療救護班の派遣等を行う。

## 拠点病院の条件
- 建物が耐震耐火構造であること。
- 資器材等の備蓄があること。
- 応急収容するために転用できる場所があること。
- 応急用資器材、自家発電機、応急テント等により自己完結できること。（外部からの補給が滞っても簡単には病院機能を喪失しないこと）
- 近接地にヘリポートが確保できること。

## 病院一覧
| 病院名                   | 住所                      | 2次医療圏 |
| 鳥取大学医学部附属病院   | 米子市西町36-1\|\|西部    |           |
| 鳥取県立厚生病院         | 倉吉市東昭和町150\|\|中部 |           |
| 鳥取県立中央病院（基幹） | 鳥取市江津730\|\|東部     |           |
| 鳥取赤十字病院           | 鳥取市尚徳町117\|\|東部   |           |